# Arboreto y jardín botánico de la universidad de Rhode Island
El Arboreto y jardín botánico de la universidad de Rhode Island en inglés: University of Rhode Island Botanical Garden también denominado como University of Rhode Island Botanical Gardens and Everett P. Christopher Arboretum, es un arboreto y jardín botánico, de 4.5 acres (1.82 hectáreas) de extensión.
Se encuentra en el campus de la Universidad de Rhode Island en Kingston, Rhode Island.

## Localización
University of Rhode Island Botanical Garden Department of Plant Sciences and Entomology
215 Woodward Hall, Kingston, Kings county, RI 02881 Rhode Island United States of America-Estados Unidos de América
Planos y vistas satelitales.41°29′19.9314″N 71°31′31.6914″O / 41.488869833, -71.525469833
Está abierto diariamente sin cargo de entrada alguno.

## Historia
Los jardines se iniciaron como escuela de aprendizaje de creación de Paisaje en 1992. Siendo el resultado de una donación de materiales y mano de obra de la "Rhode Island Nursery and Landscape Association". 
El jardín fue renombrado como Jardín Botánico URI en 2003. 

## Colecciones
El Jardín Botánico URI es un escaparate de plantas y prácticas sostenibles de creación de paisaje. 
Entre los jardines diferenciados que alberga: 
- Jardín del hogar y paisajista,
- "Memorial White Garden",
- Jardín de Ericáceas,
- Jardín de plantas anuales,
- Jardín formal y el escenario de las Graduaciones,
- Jardín sombreado,
- "Matthew J. Horridge Conservatory", el invernadero del jardín botánico.
- "Chester Clayton Rose Garden", rosaleda con numerosos cultivares y especies silvestres.